# Eisler (Wassertrüdingen)
Eisler ist ein Gemeindeteil der Stadt Wassertrüdingen im Landkreis Ansbach (Mittelfranken, Bayern). Eisler liegt in der Gemarkung Altentrüdingen.

## Geografie
Das Einöde liegt auf einer Anhöhe inmitten eines gleichnamigen Waldgebietes 250 Meter östlich des Lentersheimer Mühlbachs, der ein linker Zufluss der Wörnitz ist. Ein Anliegerweg führt zu einer Gemeindeverbindungsstraße 200 Meter östlich von Schobdach.

## Geschichte
Infolge des Gemeindeedikts wurde Eisler 1809 dem Steuerdistrikt Wassertrüdingen und der Ruralgemeinde Altentrüdingen zugeordnet. Im Zuge der Gebietsreform in Bayern wurde Eisler am 1. Juli 1971 nach Wassertrüdingen eingemeindet.

### Einwohnerentwicklung
| Jahr      | 001818 | 001840 | 001861 | 001871 | 001885 | 001900 | 001925 | 001950 | 001961 | 001970 | 001987 |
| Einwohner |        | 6      | 6      | 7      | 4      | 7      | 5      | 12     | 8      | 0      | 4      |
| Häuser    | 1      | 1      |        |        | 1      | 1      | 1      | 1      | 1      |        | 1      |
| Quelle    | [ 8 ]  | [ 9 ]  | [ 10 ] | [ 11 ] | [ 12 ] | [ 13 ] | [ 14 ] | [ 15 ] | [ 16 ] | [ 17 ] | [ 1 ]  |

## Religion
Der Ort ist evangelisch-lutherisch geprägt und bis heute nach St. Nikolaus und Theobald (Altentrüdingen) gepfarrt. Die Einwohner römisch-katholischer Konfession sind nach Heilig Geist (Wassertrüdingen) gepfarrt.